# Salaise-sur-Sanne
Salaise-sur-Sanne település Franciaországban, Isère megyében. Lakosainak száma 4548 fő (2022. január 1.). Salaise-sur-Sanne Limony, Agnin, Chanas, Le Péage-de-Roussillon, Roussillon, Sablons, Ville-sous-Anjou és Anjou községekkel határos.

## Népesség
A település népessége az elmúlt években az alábbi módon változott:
| Lakosok száma | 2784 | 3352 | 3511 | 4046 | 4333 | 4551 | 4513 | 4488 | 4505 | 4548 |
|               | 1968 | 1982 | 1990 | 2006 | 2013 | 2015 | 2017 | 2019 | 2020 | 2022 |